# Mami Yoshida
Mami Yoshida (吉田真未?, Yoshida Mami; Miyako, 5 luglio 1986) è un'ex pallavolista giapponese.
Giocava nel ruolo di libero.

## Carriera
La carriera di Mami Yoshida inizia a livello scolastico, con la formazione del Liceo Hakata. Diventa professionista esordendo in V.League nella stagione 2005-06, vestendo la maglia delle Pioneer Red Wings: resta legata al club per tutta la sua carriera, vincendo lo scudetto nel suo primo anno; nel 2013 viene convocata per la prima volta nella nazionale giapponese, giocando il Montreux Volley Masters. In seguito alla chiusura del suo club, si ritira al termine della stagione 2013-14, nella quale ricopre inoltre il ruolo di capitano.

## Palmarès

### Club
- Campionato giapponese: 1

2005-06